# Tête à tête
Tête à tête var en tidskrift om Frankrike och dess kultur. Även svensk-franska samarbeten uppmärksammades. 
Tidningen grundades i mars 2012 och kom ut fem gånger per år. Den gavs ut av tête à tête communication i Frankrike men var på svenska.
Efter 15 nummer las tidningen ner, i mars 2015.